# Bubblicious
Bubblicious es una marca de goma de mascar originalmente producida por American Chicle Division de Warner Lambert, aunque ahora la marca es parte de Cadbury Adams, una división de Mondelēz International.

## Sabores
Ha habido 28 sabores de Bubblicious, 10 de los cuales han sido interrumpidos. Los sabores han incluido Algodón de azúcar, Paraíso Punch, Cereza Ácida, Blowout, Gonzo Grape, Savage Sour Apple, Strawberry Splash, Twisted Tornado, Sandía Wave y Choco Choco Chip. Bubblicious Está disponible en formato original y Bubblicious Bursts con un centro líquido. 
Cada pieza 8 gramos de Bubblicious chicle contiene 25 calorías, pero nada de grasa, sodio o proteína. Cada pieza tiene 6 gramos de hidratos de carbono, todo el azúcar, que representa el dos por ciento de la dosis diaria recomendada para una dieta de 2,000 calorías. Los estallidos son piezas más pequeñas, cada una pesa 5,5 gramos. En consecuencia, los sabores centro líquido contienen 20 calorías. Las explosiones no tienen grasa, sodio o proteínas, pero 5 gramos de hidratos de carbono, de los cuales cuatro son el azúcar, el importe de dos por ciento de la dosis diaria recomendada para una dieta de 2,000 calorías.
El sabor original Lightning Lemonade se interrumpió en el año 2000. Sin embargo, en 2005 el sabor fue reintroducido como LeBron's Lightning Lemonade, basado en una asociación entre Bubblicious y el jugador de baloncesto, LeBron James. La caricatura presentada en el embalaje estuvo ilustrado por dibujante Grey Blackwell. Cuando el sabor era reintroducido, éste cambió para incluir un elemento de sabor frambuesa.
El helado Bubblicious Sherbet está hecho por Breyers con piezas de chicle y un remolino del mismo.

## Trivia
Bubblicious está en el Libro Guinness de los récords gracias a la mayor cantidad de burbujas de chicle soplados a la vez. Cientos de jugadores y aficionados de las Pequeñas Ligas se unieron a la Liga Mayor de Béisbol del Salón de la Fama Ozzie Smith para establecer el récord del mundo con más de 100 aficionados y 300 piezas de goma Bubblicious.
En junio de 2013, el ex New England Patriots, Aaron Hernández estaba relacionado con un asesinato por su compra de Blue Cotton Candy Bubblicious.